# Демешко Віктор Іванович
Демешко Віктор Іванович — лауреат Державної премії СРСР, Почесний шахтар України, повний кавалер знаку «Шахтарської слави».
Відпрацював на шахті «Павлоградська» на підземних роботах більше 33 років. Очолював високопродуктивну прохідницьку бригаду виробничого об'єднання «Павлоградвугілля».
Після виходу на пенсію у 2002 році активно займається громадською роботою в місті Павлограді і Дніпропетровській області, а також винахідництвом: за допомогою чотириступінчастого фільтра очищує водопровідну воду до цілком придатної для пиття якості.